# Letnie Igrzyska Paraolimpijskie 1968
III Letnie Igrzyska Paraolimpijskie odbyły się w dniach 4–13 listopada w Tel Awiwie. Na igrzyskach startowało 29 państw. Zostało rozegranych 181 konkurencji w 10 dyscyplinach. Igrzyska otworzył wicepremier Izraela Jigal Allon. Głównym stadionem igrzysk był Stadion Uniwersytetu Hebrajskiego w Jerozolimie.

## Dyscypliny
- łucznictwo
- Strzelanie z łuku rzutkami
- lekkoatletyka
- bowls
- snooker
- pływanie
- tenis stołowy
- podnoszenie ciężarów
- koszykówka na wózkach
- szermierka na wózkach

## Tabela medalowa
| Klasyfikacja medalowa |                   |       |        |      |       |
| Lp.                   | Państwo           | złoto | srebro | brąz | razem |
| 1                     | Stany Zjednoczone | 33    | 27     | 39   | 99    |
| 2                     | Wielka Brytania   | 29    | 20     | 20   | 69    |
| 3                     | Izrael            | 18    | 21     | 23   | 62    |
| 4                     | Australia         | 15    | 16     | 7    | 38    |
| 5                     | Francja           | 13    | 10     | 9    | 32    |
| 6                     | Niemcy            | 12    | 12     | 11   | 35    |
| 7                     | Włochy            | 12    | 10     | 17   | 39    |
| 8                     | Holandia          | 12    | 4      | 4    | 20    |
| 9                     | Argentyna         | 10    | 10     | 10   | 30    |
| 10                    | Afryka Południowa | 9     | 10     | 7    | 26    |